# Cleora gelidaria
Cleora gelidaria là một loài bướm đêm trong họ Geometridae.